# 1268 Libya
1268 Libya eller 1930 HJ är en asteroid i huvudbältet som upptäcktes 29 april 1930 av den sydafrikanske astronomen Cyril V. Jackson i Johannesburg. Det har fått sitt namn efter det nordafrikanska landet Libyen.
Asteroiden har en diameter på ungefär 96 kilometer och den tillhör asteroidgruppen Hilda.